# تپه (لاسرنگ) قاضی خان علیا
تپه (لاسرنگ) قاضی خان علیا مربوط به عصر آهن است و در شهرستان چرداول، بخش شیروان، ۳۰۰ متری شرق روستای قاضی خان علیا واقع شده و این اثر در تاریخ ۷ اسفند ۱۳۸۶ با شمارهٔ ثبت ۲۱۲۷۰ به‌عنوان یکی از آثار ملی ایران به ثبت رسیده است.